# ترانه‌های داغ آراندبی/هیپ-هاپ
جدول آهنگ‌های داغ آراندبی/هیپ-هاپ (انگلیسی: Hot R&B/Hip-Hop Songs) محبوب‌ترین آهنگ‌های آراندبی و هیپ هاپ در ایالات متحده را رتبه‌بندی می‌کند و به صورت هفتگی توسط بیلبورد منتشر می‌شود. رتبه‌بندی‌ها بر اساس اندازهٔ پخش رادیویی، اطلاعات فروش و فعالیت پخش است. جدول شامل ۱۰۰ جایگاه بود اما در اکتبر ۲۰۱۲ به ۵۰ جایگاه کوچک شد.
جدول معمولاً برای پیگیری موفقیت‌های آهنگ‌هایی با موسیقی عامه‌پسند در موسیقی شهری معاصر یا در درجهٔ اول آمریکایی‌های آفریقایی‌تبار استفاده می‌شود. در طول سال‌ها و در زمان‌های مختلف جدول تحت سلطهٔ جاز، ریتم اند بلوز، راک اند رول، سول، فانک بوده‌است. امروزه تحت سلطهٔ آراندبی معاصر و هیپ-هاپ است. از زمان آغاز آن، جدول نام خود را به منظور دقت در صنعت آن زمان بارها عوض کرده‌است.

## فوران‌کننده زیر ترانه‌های آراندبی/هیپ-هاپ
جدول موسیقی فوران‌کننده زیر ترانه‌های آراندبی/هیپ-هاپ یک جدول موسیقی متشکل از ۲۵ جایگاه بود که ترانه‌هایی را معرفی می‌کرد که در حال رسیدن به جدول اصلی ترانه‌های آراندبی/هیپ-هاپ بودند. در بسیاری از موارد، ترانه‌ها پیشرفت خود را در این جدول متوقف کردند و هرگز به جدول ترانه‌های داغ آراندبی/هیپ-هاپ نرسیدند. جدول فوران‌کننده زیر ترانه‌های آراندبی/هیپ-هاپ می‌توانست به‌عنوان یک شبه‌ضمیمهٔ دارای ۲۵ جایگاه برای جدول اصلی در نظر گرفته شود؛ چرا که این جدول ۲۵ ترانه‌ای را معرفی می‌کرد که در جایگاه‌های زیرین ترانهٔ شمارهٔ ۵۰ قرار گرفته‌اند و پیش از این در جدول اصلی حضور نداشته‌اند.